# First D.C.L.I. Cemetery, The Bluff
First D.C.L.I. Cemetery, The Bluff is een Britse militaire begraafplaats met gesneuvelden uit de Eerste Wereldoorlog, gelegen in het Belgische dorp Zillebeke, een deelgemeente van Ieper. Ze ligt 1,6 km ten zuidwesten van het dorpscentrum, in het provinciedomein De Palingbeek. De begraafplaats werd ontworpen door John Truelove en wordt onderhouden door de Commonwealth War Graves Commission. Het terrein heeft een oppervlakte van ongeveer 470 m² en is bereikbaar via een pad van ca. 275 m lang. Er worden 76 doden herdacht. 
In de nabijheid bevinden zich nog twee andere Britse militaire begraafplaatsen: Hedge Row Trench Cemetery en Woods Cemetery. De site staat sinds 2023 op de Unesco-Werelderfgoedlijst als onderdeel van inschrijving Begraafplaatsen en herdenkingssites van de Eerste Wereldoorlog (Westelijk Front).

## Geschiedenis
De begraafplaats werd gestart door de 1st Duke of Cornwall's Light Infantry en werd naar deze eenheid genoemd omdat zij hier heel wat slachtoffers te betreuren had (51 van hen liggen hier begraven). Na de oorlog werden nog 23 graven van het omgevende slagveld naar hier overgebracht.
Langs het Kanaal Ieper-Komen (nu in onbruik geraakt) hadden de Britse en Duitse troepen stellingen uitgebouwd in de beide oevers (40 m van elkaar verwijderd!). De Britten noemden hun oever, die hoger was dan deze van de Duitse overkant, "The Bluff" wat Engels is voor "steile oever". De Duitsers noemden het "Die grosse Bastion" (tegenover "Die kleine Bastion" voor hun eigen oever). Dit gebied zou de hele oorlog door het toneel zijn van hevige gevechten met vele honderden slachtoffers, vooral door de ondergrondse oorlogvoering waarbij beide partijen de stellingen van de vijand probeerden te vernietigen door het gebruik van ondergrondse mijnen. Na een grote mijnexplosie op 14 februari 1916 konden twee Duitse infanterieregimenten alle Britse schachten innemen. Op 2 maart 1916 echter werd het grootste deel van de Duitse stellingen van "Die kleine Bastion" ingenomen na een Britse aanval van de 2nd Suffolks, 8th Royal Lancasters en 1st Gordon Highlanders. Op 25 juli 1916 werden de vooruitgeschoven Britse linies opgeblazen, maar deze hadden ze nauwelijks bemand achtergelaten zodat de verliezen gering waren.
Na de Tweede Slag om Mesen van 7 juni 1917 slaagden de Britten erin het gebied rond The Bluff te ontzetten, maar tijdens het Duitse lenteoffensief (april 1918) viel het opnieuw in Duitse handen. Finaal kon het terrein op 28 september 1918 door de 14th Light Division opnieuw ingenomen worden.
Er worden 76 Britten herdacht waaronder 13 die niet meer geïdentificeerd konden worden. Voor 2 slachtoffers werden Special Memorials opgericht omdat hun graven niet meer gelokaliseerd konden worden en men vermoedt dat ze onder naamloze grafzerken liggen.

## Onderscheiden militair
- Charles Burnett Woodham, kapitein bij de Duke of Cornwall's Light Infantry werd onderscheiden met de Distinguished Service Order (DSO).

De begraafplaats werd in 2009 als monument beschermd.